# Col de la Croix-de-Fer
De Col de la Croix-de-Fer (Nederlands: Bergpas van het IJzeren Kruis) is een bergpas in de Franse Alpen. Deze bergpas ligt op 2068 meter hoogte en ligt in het hart van het Grandes Roussesmassief, in vogelvlucht op 2500 meter afstand van de Col du Glandon. De bergpas dient als passage tussen de departementen Savoie en Isère. Hij is vooral bekend geworden als beruchte bergpas in de Ronde van Frankrijk.

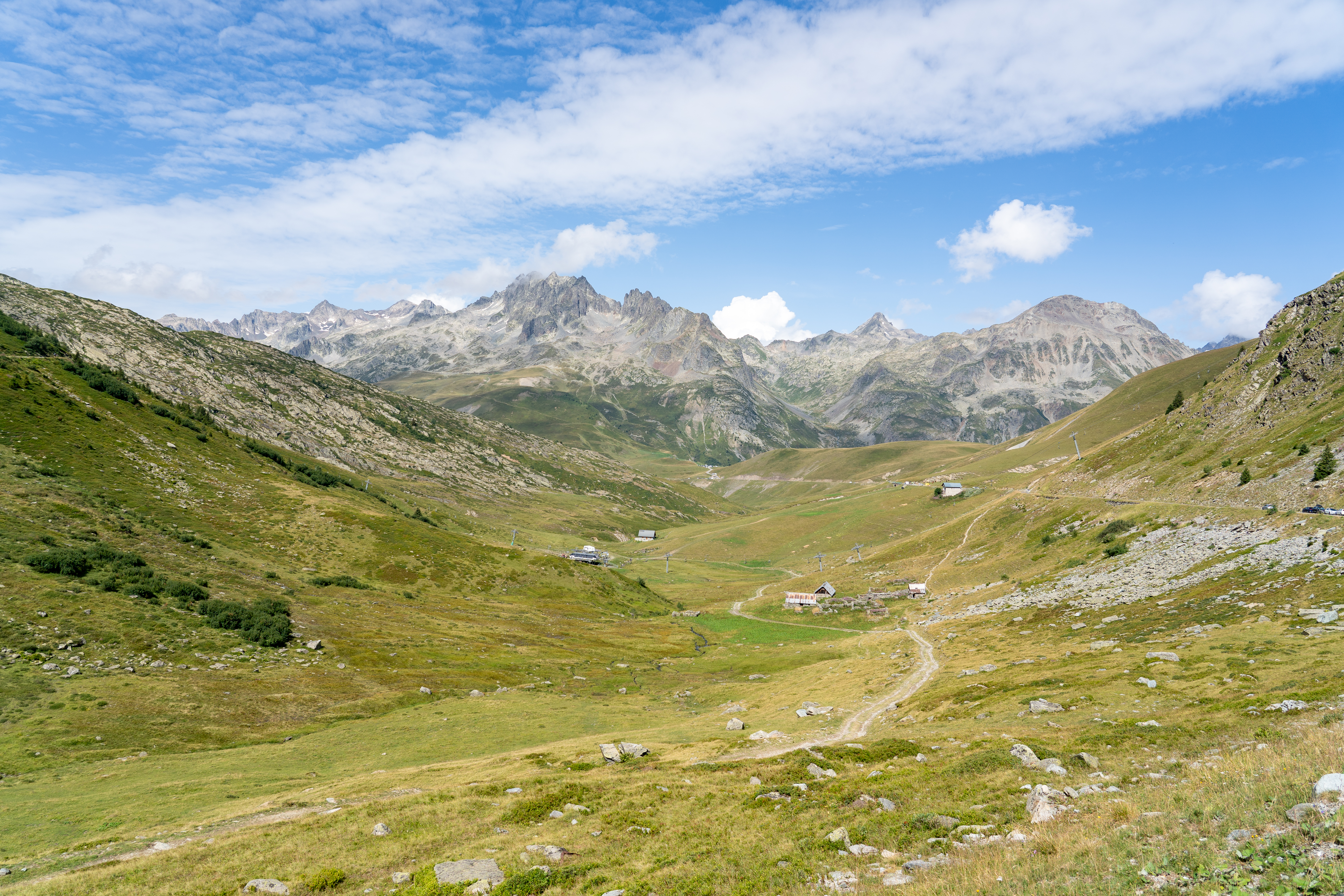
Franse D-weg D926 naar Col de la Croix-de-Fer.

## Wintersport
In de winter is de Col de la Croix-de-Fer onbegaanbaar wegens de sneeuw. Wel kan men via een stoeltjeslift skiën op de skipistes rondom de Col, die deel uitmaken van het skigebied Les Sybelles. Hoewel de bergpas zelf onverspoord terrein blijft, wordt deze toch veelal bezocht tijdens skitochten of door mensen die - ondanks de gevaren - naast de piste (off-piste) richting de Col de la Croix-de-Fer afdalen.

## Wielrennen
Sinds 1947 werd de col al 18 keer beklommen in de Ronde van Frankrijk. Tot 1986 werd de col beschouwd als een beklimming van eerste categorie. Nadien, vanaf 1989, geherklassificeerd als buitencategorie. De volgende renners kwamen als eerste boven:
- 1947: Fermo Camellini  Italië
- 1948: Gino Bartali  Italië
- 1952: Fausto Coppi  Italië
- 1956: René Marigil  Spanje
- 1961: Guy Ignolin  Frankrijk
- 1963: Claude Mattio  Frankrijk
- 1966: Joaquim Galera  Spanje
- 1986: Bernard Hinault  Frankrijk
- 1989: Gert-Jan Theunisse  Nederland
- 1992: Eric Boyer  Frankrijk
- 1995: Richard Virenque  Frankrijk
- 1998: Rodolfo Massi  Italië
- 1999: Stéphane Heulot  Frankrijk
- 2006: Michael Rasmussen  Denemarken
- 2008: Peter Velits  Slowakije
- 2012: Fredrik Kessiakoff  Zweden
- 2015: Pierre Rolland  Frankrijk 19e etappe
- 2015: Alexandre Geniez  Frankrijk 20e etappe
- 2017: Thomas De Gendt  België
- 2018: Steven Kruijswijk  Nederland
- 2022: Giulio Ciccone  Italië